# Scott Simms
Pour les articles homonymes, voir Simms.
Scott Simms (né le 12 août 1969 à Bishop's Falls, Terre-Neuve-et-Labrador) est un politicien canadien. Il est le député libéral de la circonscription terre-neuvien-labradorienne de Bonavista—Gander—Grand Falls—Windsor à partir de 2004 puis de Coast of Bays—Central—Notre Dame à partir de 2015, jusqu'à sa défaite en 2021. 

## Biographie
Natif de Bishop's Falls à Terre-Neuve, il est diplômé de l'Université Mount Allison avec un baccalauréat en commerce. Il est aussi diplômé en journalisme au collège loyaliste.
Élu à l'élection fédérale de 2004, il a défait les quatre autres candidats, dont l'ex-député conservateur Rex Barnes. Réélu le 23 janvier 2006, il a battu Aaron Hynes par près de 5 000 votes. Il est membre des comités sur le patrimoine canadien et les pêches et océans.
Avant d'entrer en politique, Simms était un animateur à la télévision et un gestionnaire des relations pour MétéoMédia. Père d'un enfant, il a aussi travaillé dans le secteur de la radio.